# Tiroteo de Dayton de 2019
El tiroteo de Dayton de 2019 ocurrió en Dayton, Ohio, Estados Unidos, el 4 de agosto de 2019, a la 1:05 a. m., hora del este. Diez personas murieron, incluido el autor, y al menos otras 27 resultaron heridas. El pistolero fue abatido por la policía dentro de los 30 segundos de los primeros disparos.
Una búsqueda en la casa del presunto tirador encontró escritos que mostraban interés en matar personas. Una evaluación preliminar de los escritos no indicó motivos raciales o políticos. El ataque fue el segundo tiroteo masivo en los Estados Unidos en 13 horas, después de uno en El Paso, Texas.

## Ataque
A la 1:05 a. m., testigos presenciales informaron que un hombre abrió fuego en la entrada de Ned Peppers Bar en el distrito histórico de Oregon en el centro de Dayton después de que se le denegara la entrada. Llevaba un fusil tipo AR-15 con una recámara de 100 cartuchos y disparó contra las multitudes, matando a nueve personas.
Según el jefe de policía de Dayton, Richard Biehl, 20 segundos después de que comenzara el tiroteo, agentes de la ley en la escena se enfrentaron al hombre armado. Dentro de los 30 segundos posteriores a los primeros disparos, el hombre fue muerto a tiros. La policía local evacuó muchos locales nocturnos cercanos y advirtió a los residentes de Dayton que se mantuvieran alejados del distrito de Oregon.

## Víctimas

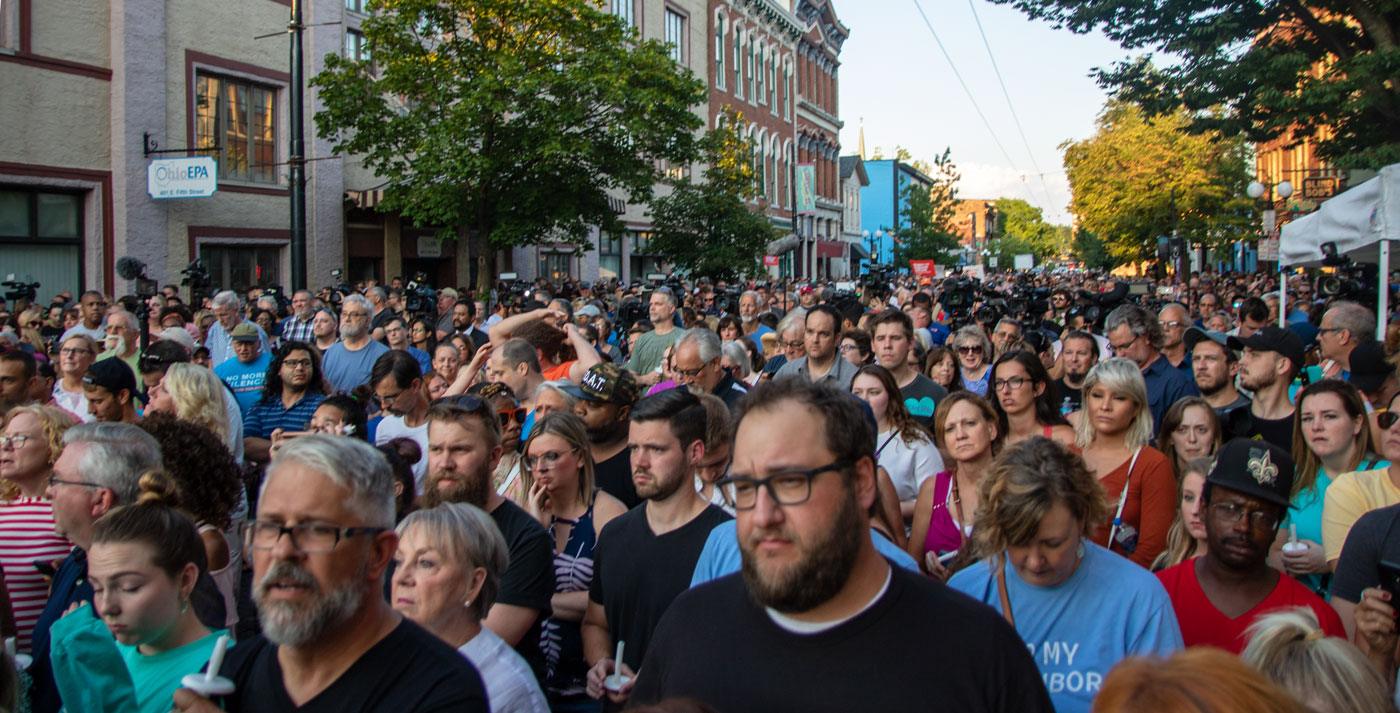
Vigilia por las víctimas, 5 de agosto de 2019.

Miami Valley Hospital recibió a 16 víctimas del tiroteo, de las cuales cinco fueron admitidas y una figuraba en estado crítico. La Red de Salud Kettering, compuesta por nueve hospitales en el área, recibió nueve víctimas, tres en estado grave y tres en condición estable. A las 10:00 a. m. del mismo día, 15 de 27 individuos hospitalizados habían sido dados de alta.
La policía informó que todas las muertes ocurrieron fuera del bar en East 5th Street, y que la hermana de 22 años del tirador, Megan Betts, estaba entre los asesinados.
Las nueve víctimas con heridas fatales incluyeron cinco hombres y cuatro mujeres; seis eran negros y tres blancos. Sus edades oscilaban entre 22 y 57 años.

## Autor
Poco después del ataque, la policía confirmó que el pistolero era Connor Stephen Betts, un joven de 24 años de Bellbrook, Ohio. Durante el día, la policía y el FBI comenzaron a registrar la casa del tirador y encontraron escritos que mostraban interés en matar personas. Una evaluación preliminar de los escritos no indicó motivos raciales o políticos.
Dos excompañeros de secundaria declararon que Betts fue suspendido de la escuela después de que hizo listas de otros estudiantes que quería matar y violar. La lista se descubrió a principios de 2012 y resultó en una investigación policial. Un compañero de clase también declaró que Betts fue víctima de bullying y había planeado disparar a la escuela. La noción de que Betts había sufrido bullying fue cuestionada por otros compañeros de clase, quienes lo describieron como un misógino y un acosador, informando que disfrutaba asustando a las mujeres mientras asistía a la escuela. Según la policía, Betts no tenía antecedentes penales, excepto por delitos menores de tráfico.
Según las autoridades, Betts tenía recámaras adicionales con él y llevaba armadura corporal durante el ataque. Según los informes, también ordenó el arma semiautomática que usó en el tiroteo en línea desde Texas, y la pistola fue transferida a un distribuidor local de armas de fuego en Ohio, donde la recogió.

## Secuelas

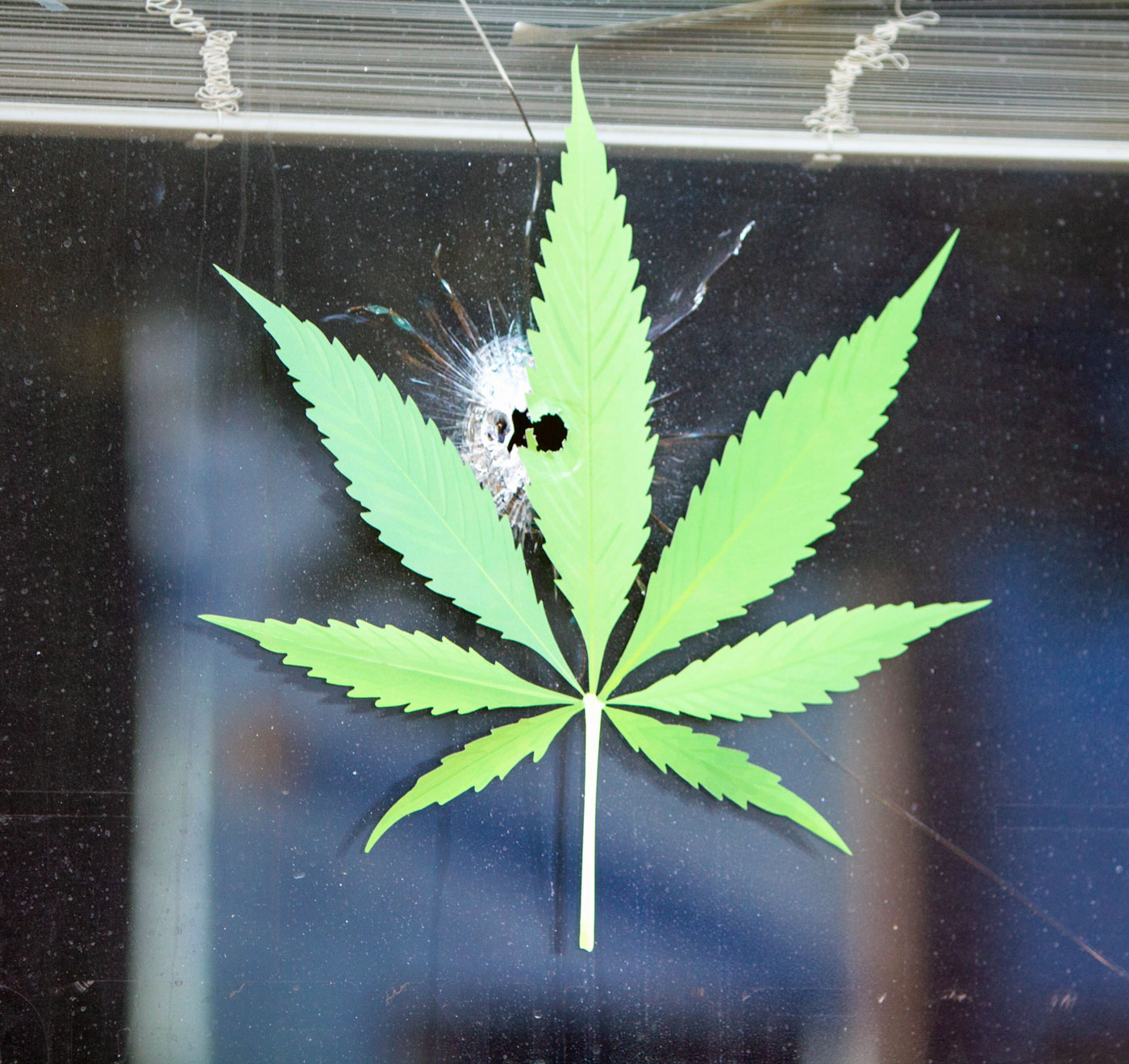
El agujero que dejó la bala en la ventana después de los disparos.

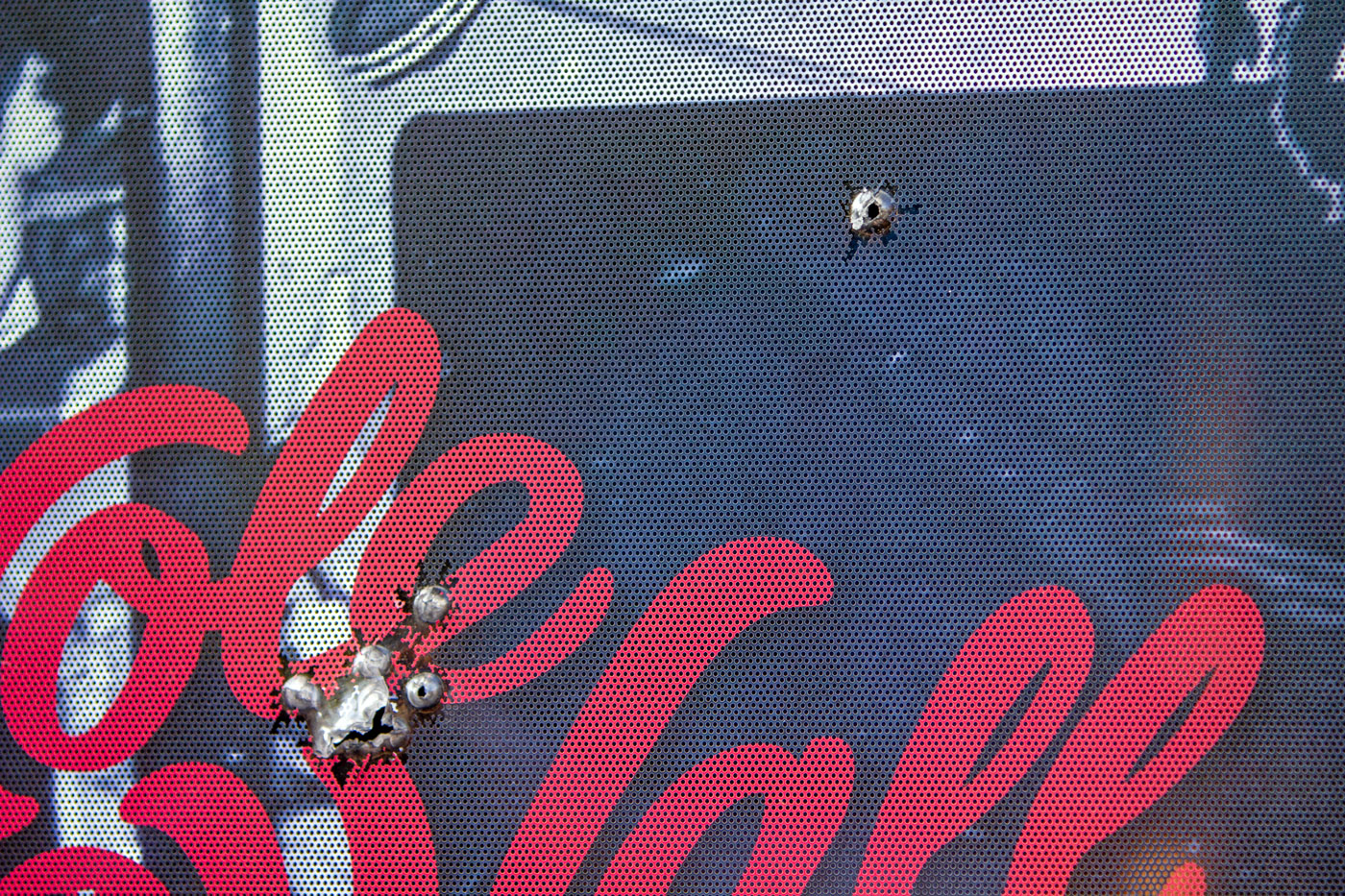
Agujeros de bala en una ventana un día después del tiroteo.

Miembros del Equipo de Manejo del Estrés de Incidentes Críticos del Suroeste de Ohio se reunieron con agentes de la ley, que habían respondido a la escena, para ayudarlos a procesar la situación. Los miembros de la organización incluyen profesionales de salud mental, policías, bomberos, médicos y capellanes.
El banco de sangre local solicitó más donaciones después del tiroteo, y otras compañías y organizaciones utilizaron las redes sociales para promover campañas de donación y lugares de reunión comunitaria para conmemorar a los heridos o asesinados.

## Reacciones

### Nacionales

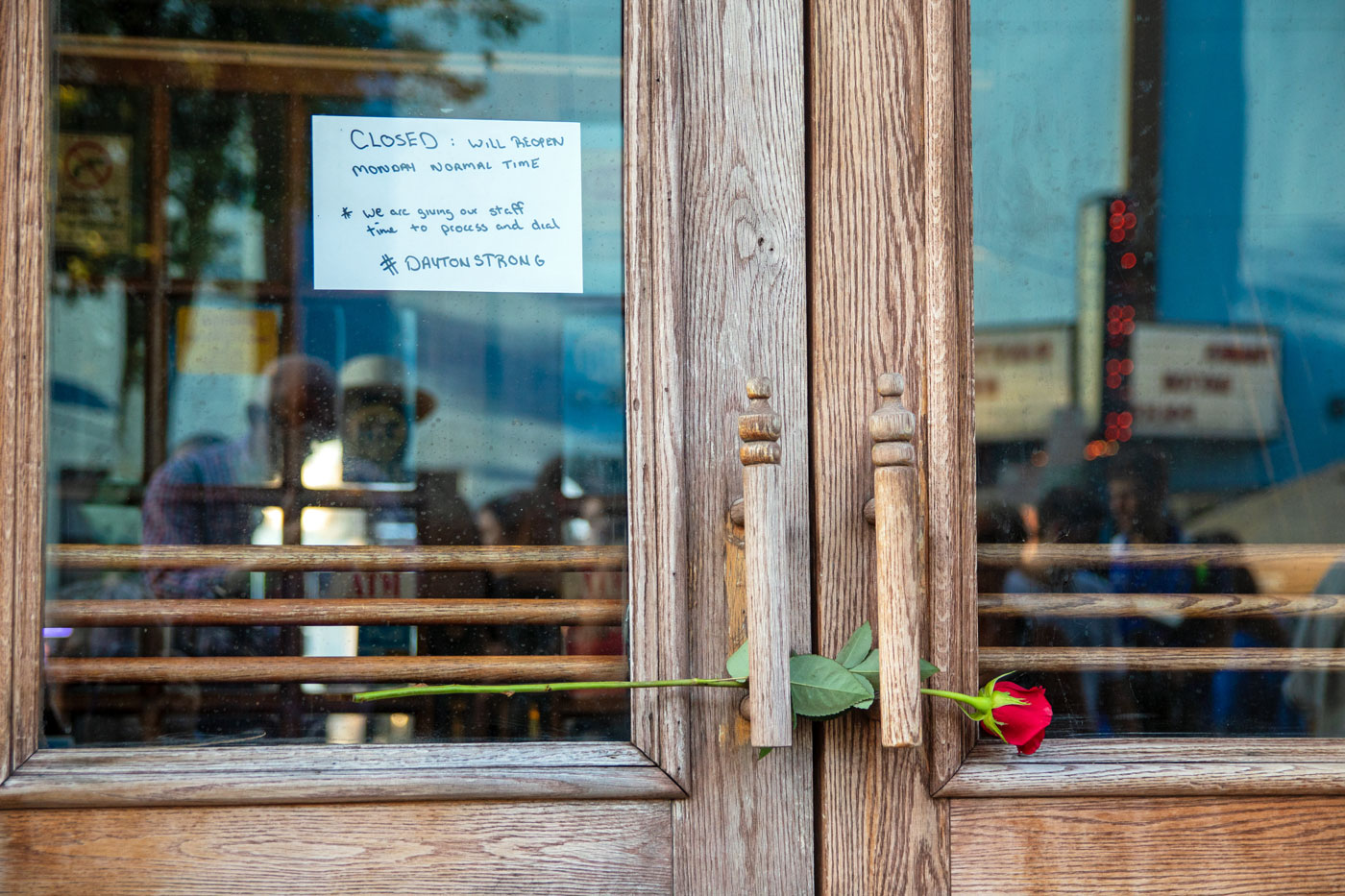
Nota dejada en la entrada de Ned Peppers Bar el día después del tiroteo.

Después del tiroteo, Ned Peppers Bar publicó un mensaje en Instagram que decía: «Todo nuestro personal está a salvo y nuestros corazones están con todos los involucrados a medida que recopilamos información».
El presidente de los Estados Unidos Donald Trump tuiteó: «God bless the people of El Paso Texas. God bless the people of Dayton, Ohio» («Dios bendiga a la gente de El Paso, Texas. Dios bendiga a la gente de Dayton, Ohio»). En una declaración posterior, el presidente Trump anunció que, después de los dos tiroteos, todas las banderas estadounidenses tanto nacionales como extranjeras deberían volar a media asta hasta la puesta del sol el 8 de agosto. Con respecto a los tiroteos masivos, Trump afirmó que su administración hizo «mucho» y también «mucho más que la mayoría de las administraciones», pero no ofreció ninguna explicación. Trump continuó: «Pero quizás haya que hacer más».
El alcalde de Dayton, Nan Whaley, agradeció a los oficiales por su rápida respuesta, diciendo que ciertamente evitó más muertes. También habló de lo difícil que sería el día para la ciudad y las familias afectadas. El senador Rob Portman, un republicano que representa a Ohio, dijo que estos «actos de violencia sin sentido deben detenerse» y que estaba «rezando por las víctimas y sus familias». El gobernador de Ohio Mike DeWine también ofreció «oraciones a las víctimas y sus familias» por el «horrible ataque».

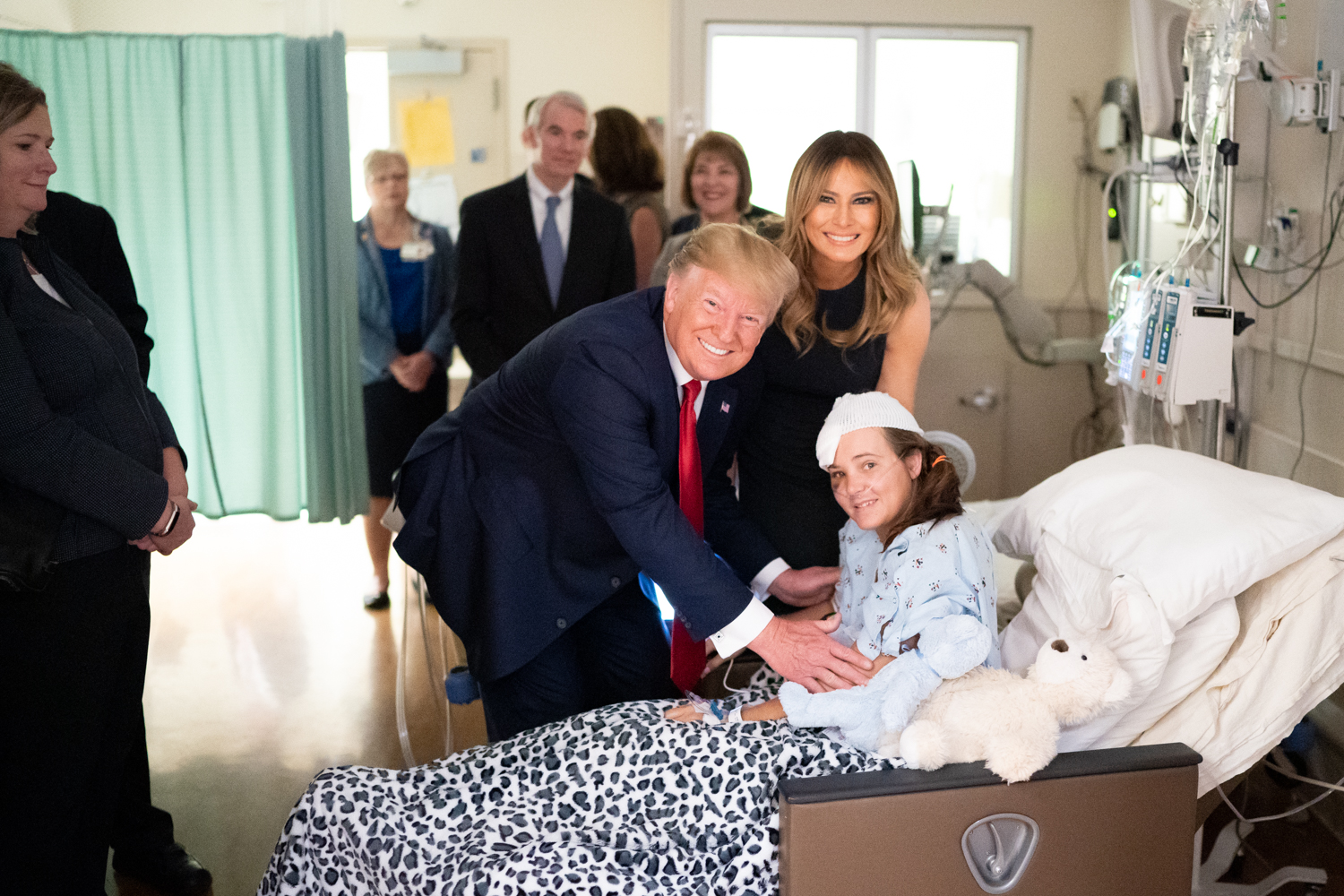
El presidente Trump y Melania Trump se tomaron fotos con las víctimas del tiroteo en Dayton, Ohio, el 7 de agosto de 2019

El senador Sherrod Brown, un demócrata que representa a Ohio, declaró: «Los pensamientos y las oraciones no son suficientes. Debemos actuar». Brown instó al líder de la mayoría del Senado, Mitch McConnell, un republicano, a comenzar una sesión en el Senado de los Estados Unidos el 5 de agosto para «votar sobre las leyes de seguridad de armas». El líder de la minoría del Senado, Chuck Schumer, un demócrata, hizo un llamado similar a la acción del Senado de Brown. Schumer hizo referencia a H.R.8, la Ley de Verificación de Antecedentes Bipartidista de 2019 que había pasado la Cámara de Representantes de los Estados Unidos a principios de febrero, y afirmó que el Senado también debería aprobarla. El representante demócrata Ted Lieu, afirmó que McConnell estaba «bloqueando» la propuesta bipartidista sobre la «legislación de seguridad de armas con sentido común» en el Senado.

### Internacionales
El incidente fue mencionado por el papa Francisco durante un discurso en la Plaza de San Pedro el 4 de agosto, en el que condenó los ataques contra personas indefensas y dijo que estaba espiritualmente cerca de las víctimas, los heridos y las familias afectadas por los ataques que habían «ensangrentado Texas, California y Ohio».